# Kościół w Alskogu
Kościół w Alskogu – świątynia należąca do diecezji Visby Kościoła Szwecji. Znajduje się we wschodniej części Gotlandii.

## Architektura
Najstarsza część tutejszego kościoła to nawa, pochodząca z pierwszej ćwierci XIII wieku. Mieści ona w sobie od strony południowej ozdobiony rzeźbami portal. We wnętrzu nawa podzielona jest dwiema centralnymi kolumnami. Około 1300 roku dobudowano znacznie większe prezbiterium oraz zakrystię. Patrząc na bryłę świątyni można przypuszczać, że planowano cały kościół przebudować w stylu gotyckim, jednak z jakiegoś powodu uczyniono to tylko z jego wschodnią częścią. Od czasów średniowiecza w kościele nie dokonano wielu zmian. W XIX wieku dobudowano kilka okien i wstawiono nowe ławki. W latach 1964-1965 kościół przeszedł renowację na zlecenie architekta Karla Erika Hjalmarsona.

## Wnętrza

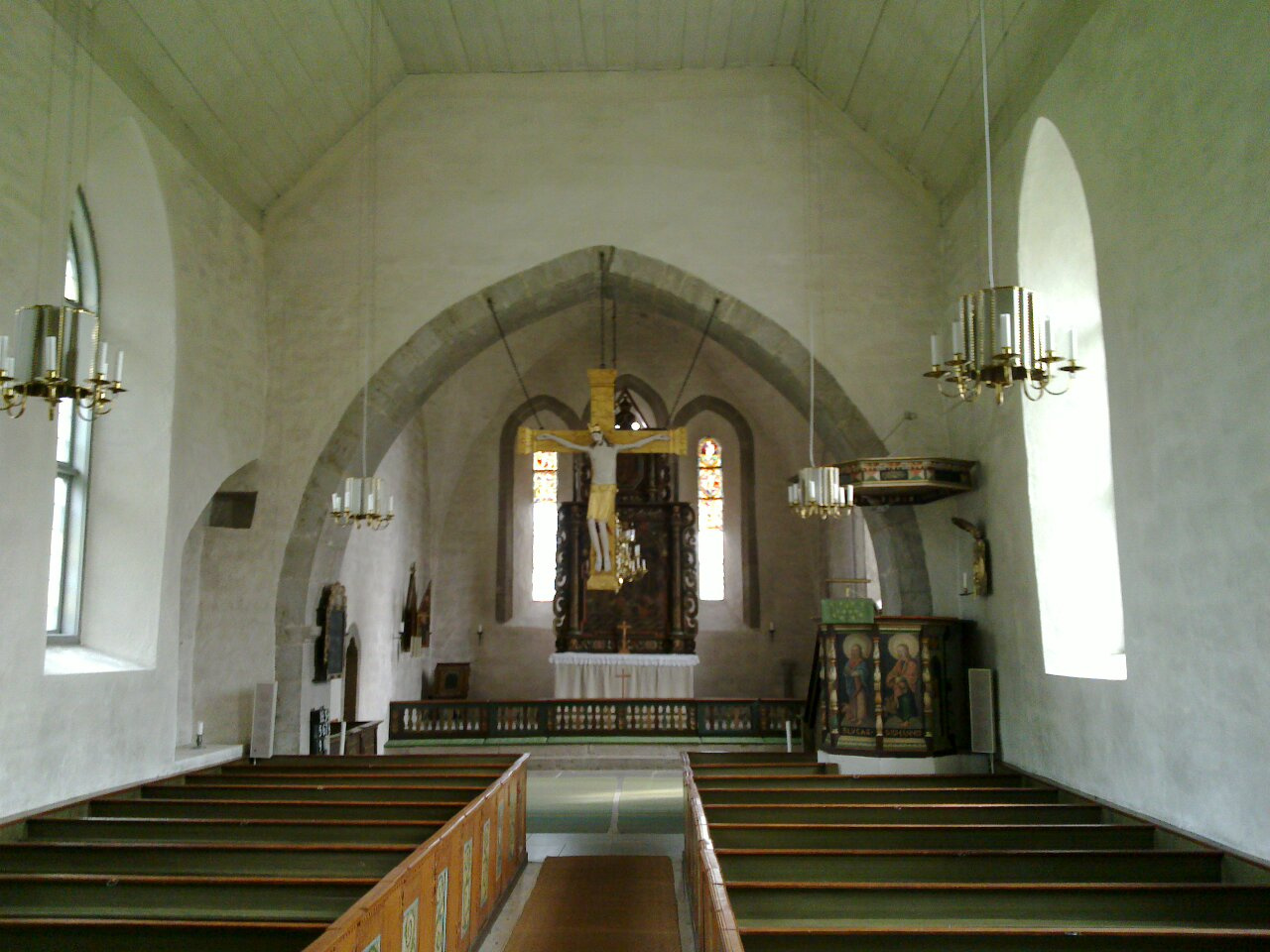
Wnętrze świątyni

Z wyposażenia wnętrza godny uwagi jest krzyż triumfalny, pochodzący z przełomu XII i XIII wieku, a także bogato rzeźbiona chrzcielnica z tego samego okresu. Zachowało się także kilka pojedynczych średniowiecznych rzeźb, stanowiących niegdyś część XIV-wiecznego ołtarza. W oknach mieści się kilka witraży z około 1300 roku, prawdopodobnie z okresu budowy prezbiterium. Przedstawiają one sceny z życia Jezusa. Z czasów poreformacyjnych pochodzi ambona, która powstała w 1586 roku i jest przez to najstarszą na Gotlandii amboną. Ciekawostką jest, że w tutejszym kościele przechowuje się także dwie haftowane sakiewki na datki pieniężne, które powstały w 1775 roku w Stambule. Przywiózł je na Gotlandię swego czasu syn miejscowego pastora.